# Joss Whedon
Joseph Hill "Joss" Whedon (n. 23 iunie 1964) este un producător de film american, regizor, scenarist, compozitor, autor de benzi desenate și actor.
Este fondator al Mutant Enemy Productions și co-fondator al Bellwether Pictures. Este cel mai cunoscut pentru crearea unor seriale de televiziune ca Buffy, spaima vampirilor (1997–2003), Angel (1999–2004), Firefly (2002–2003) și Dollhouse (2009–2010), dar și a Dr. Horrible's Sing-Along Blog (2008). Whedon este unul din scenariștii filmului Povestea jucăriilor (1995), a scris și regizat Serenity (2005), a co-scris și produs filmul de groază The Cabin in the Woods (2012), a co-scris și regizat adaptarea Marvel Răzbunătorii (The Avengers) (2012), al treilea film după încasări din toate timpurile.
Whedon este notabil și pentru realizarea unor benzi desenate ca Astonishing X-Men, Buffy, spaima vampirilor, Angel: After the Fall și Runaways, multe din lucrările sale obținând un statut de cult (idol).
A câștigat Premiul Hugo și Premiul Nebula pentru cel mai bun scenariu dramatic, Premiul Saturn pentru cel mai bun regizor. 

## Biografie
Joseph Weedon s-a născut la 23 iunie 1964 în Manhattan (New York, Statele Unite ale Americii).
Tatăl său, Tom Whedon, a scris scenarii pentru televiziune, iar bunicul său, John Whedon a fost dramaturg și, mai târziu, a scris scenarii pentru seriale de comedie în anii 1950-1960. Mama sa, Lee Stearns, a fost profesoară de liceu în Riverdale, iar în timpul liber a scris romane. Are doi frați mai mari - Jed și Zack Whedon.

## Colaboratori frecvenți
| Actor                | Buffy the Vampire Slayer (1997–2003) | Angel (1999–2004) | Firefly (2002) | Dr. Horrible's Sing-Along Blog (2008) | Dollhouse (2009–2010) | The Avengers (2012) | The Cabin in the Woods (2012) | Much Ado About Nothing (2012) | Agents of S.H.I.E.L.D. (2013) | The Avengers: Age of Ultron (2015) |
| -------------------- | ------------------------------------ | ----------------- | -------------- | ------------------------------------- | --------------------- | ------------------- | ----------------------------- | ----------------------------- | ----------------------------- | ---------------------------------- |
| Alexis Denisof       | Y                                    | Y                 |                |                                       | Y                     | Y                   |                               | Y                             |                               |                                    |
| Nathan Fillion       | Y                                    |                   | Y              | Y                                     |                       |                     |                               | Y                             |                               |                                    |
| Amy Acker            |                                      | Y                 |                |                                       | Y                     |                     | Y                             | Y                             |                               |                                    |
| Tom Lenk             | Y                                    | Y                 |                |                                       |                       |                     | Y                             | Y                             |                               |                                    |
| Summer Glau          |                                      | Y                 | Y              |                                       | Y                     |                     |                               |                               |                               |                                    |
| Eliza Dushku         | Y                                    | Y                 |                |                                       | Y                     |                     |                               |                               |                               |                                    |
| Fran Kranz           |                                      |                   |                |                                       | Y                     |                     | Y                             | Y                             |                               |                                    |
| Alan Tudyk           |                                      |                   | Y              |                                       | Y                     |                     |                               |                               |                               |                                    |
| Felicia Day          | Y                                    |                   |                | Y                                     | Y                     |                     |                               |                               |                               |                                    |
| Sean Maher           |                                      |                   | Y              |                                       |                       |                     |                               | Y                             |                               |                                    |
| Adam Baldwin         |                                      | Y                 | Y              |                                       |                       |                     |                               |                               |                               |                                    |
| Gina Torres          |                                      | Y                 | Y              |                                       |                       |                     |                               |                               |                               |                                    |
| Jonathan M. Woodward | Y                                    | Y                 | Y              |                                       |                       |                     |                               |                               |                               |                                    |
| Carlos Jacott        | Y                                    | Y                 | Y              |                                       |                       |                     |                               |                               |                               |                                    |
| Andy Umberger        | Y                                    | Y                 | Y              |                                       |                       |                     |                               |                               |                               |                                    |
| Ashley Johnson       |                                      |                   |                |                                       | Y                     | Y                   |                               | Y                             |                               |                                    |
| Jeff Ricketts        | Y                                    | Y                 | Y              |                                       |                       |                     |                               |                               |                               |                                    |
| Bob Fimiani          | Y                                    | Y                 | Y              |                                       |                       |                     |                               |                               |                               |                                    |
| Reed Diamond         |                                      |                   |                |                                       | Y                     |                     |                               | Y                             |                               |                                    |
| Mark Sheppard        |                                      |                   | Y              |                                       | Y                     |                     |                               |                               |                               |                                    |
| Jeremy Renner        |                                      | Y                 |                |                                       |                       | Y                   |                               |                               |                               | Da                                 |
| Chris Hemsworth      |                                      |                   |                |                                       |                       | Y                   | Y                             |                               |                               |                                    |
| Clark Gregg          |                                      |                   |                |                                       |                       | Y                   |                               | Y                             | Y                             |                                    |
| Enver Gjokaj         |                                      |                   |                |                                       | Y                     | Y                   |                               |                               |                               |                                    |
| Christina Hendricks  |                                      | Y                 | Y              |                                       |                       |                     |                               |                               |                               |                                    |
| Riki Lindhome        | Y                                    |                   |                |                                       |                       |                     |                               | Y                             |                               |                                    |
| Stacey Scowley       | Y                                    |                   |                |                                       | Y                     |                     |                               |                               |                               |                                    |
| Romy Rosemont        |                                      |                   |                |                                       |                       | Y                   |                               | Y                             |                               |                                    |
| Jillian Morgese      |                                      |                   |                |                                       |                       | Y                   |                               | Y                             |                               |                                    |
| J. August Richards   |                                      | Y                 |                |                                       |                       |                     |                               |                               | Y                             |                                    |
| Damion Poitier       |                                      |                   | Y              |                                       | Y                     | Y                   |                               |                               |                               |                                    |
| Ron Glass            |                                      |                   | Y              |                                       |                       |                     |                               |                               | Y                             |                                    |
| Cobie Smulders       |                                      |                   |                |                                       |                       | Y                   |                               |                               | Y                             |                                    |

## Filmografie

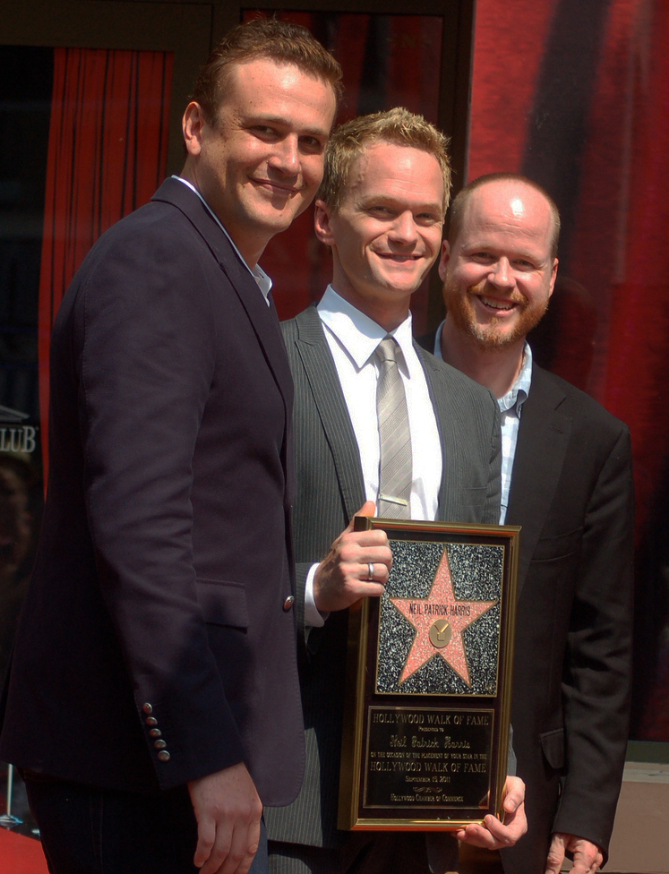
Whedon cu Jason Segel și Neil Patrick Harris în septembrie 2011

| An   | Titlu                              | Menționat ca | Menționat ca | Menționat ca | Menționat ca        | Note                                         |
| An   | Titlu                              | Scenarist    | Regizor      | Producător   | Producător executiv | Note                                         |
| ---- | ---------------------------------- | ------------ | ------------ | ------------ | ------------------- | -------------------------------------------- |
| 1992 | Buffy the Vampire Slayer           | Da           |              |              |                     |                                              |
| 1994 | The Getaway                        | Da           |              |              |                     | Co-writer (uncredited)                       |
| 1994 | Speed                              | Da           |              |              |                     | Co-writer (uncredited)                       |
| 1995 | Waterworld                         | Da           |              |              |                     | Co-writer (uncredited)                       |
| 1995 | Toy Story                          | Da           |              |              |                     | Co-writer                                    |
| 1997 | Alien Resurrection                 | Da           |              |              |                     |                                              |
| 2000 | Titan A.E.                         | Da           |              |              |                     | Co-writer                                    |
| 2000 | X-Men                              | Da           |              |              |                     | Treatment (uncredited)                       |
| 2001 | Atlantis: The Lost Empire          | Da           |              |              |                     | Treatment                                    |
| 2005 | Serenity                           | Da           | Da           |              |                     |                                              |
| 2011 | Thor                               |              |              |              |                     | Directed the post-credits scene (uncredited) |
| 2011 | Captain America: The First Avenger | Da           |              |              |                     | Co-writer (uncredited)                       |
| 2012 | The Cabin in the Woods             | Da           |              | Da           |                     | Co-writer                                    |
| 2012 | The Avengers                       | Da           | Da           |              |                     | Co-wrote the story with Zak Penn             |
| 2013 | Much Ado About Nothing             | Da           | Da           | Da           |                     | Composed the score, co-edited                |
| 2013 | In Your Eyes                       | Da           |              |              | Da                  |                                              |
| 2015 | The Avengers: Age of Ultron        | Da           | Da           |              |                     |                                              |

| An        | Titlu                     | Menționat ca | Menționat ca | Menționat ca | Menționat ca        | Note                                              |
| An        | Titlu                     | Scenarist    | Regizor      | Producător   | Producător executiv | Note                                              |
| --------- | ------------------------- | ------------ | ------------ | ------------ | ------------------- | ------------------------------------------------- |
| 1989–1990 | Roseanne                  | Da           |              |              |                     | Writer, story editor                              |
| 1990      | Parenthood                | Da           |              | Da           |                     |                                                   |
| 1997–2003 | Buffy the Vampire Slayer  | Da           | Da           |              | Da                  | Creator                                           |
| 1999–2004 | Angel                     | Da           | Da           |              | Da                  | Co-creator                                        |
| 2002      | Firefly                   | Da           | Da           |              | Da                  | Creator                                           |
| 2004      | Buffy the Animated Series | Da           |              |              | Da                  | Co-creator (unaired)                              |
| 2007      | The Office                |              | Da           |              |                     | Episodes directed: "Business School" Branch Wars" |
| 2009–2010 | Dollhouse                 | Da           | Da           |              | Da                  | Creator                                           |
| 2010      | Glee                      |              | Da           |              |                     | Episode directed: "Dream On"                      |
| 2013      | Agents of S.H.I.E.L.D.    | Da           | Da           |              | Da                  | Co-creator                                        |

| An   | Titlu                          | Menționat ca | Menționat ca | Menționat ca | Menționat ca        | Note                      |
| An   | Titlu                          | Scenarist    | Regizor      | Producător   | Producător executiv | Note                      |
| ---- | ------------------------------ | ------------ | ------------ | ------------ | ------------------- | ------------------------- |
| 2005 | R. Tam sessions                | Da           | Da           | Da           |                     | Cameo appearance          |
| 2008 | Dr. Horrible's Sing-Along Blog | Da           | Da           | Da           | Da                  | Co-creator, music, lyrics |